# Tito Flavio Sabino (padre de Vespasiano)

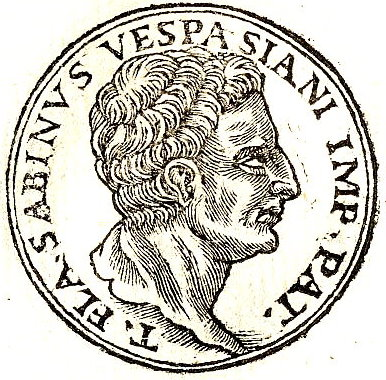
Tito Flavio Sabino del "Promptuarii Iconum Insigniorum".

Tito Flavio Sabino fue un noble romano, nacido del matrimonio entre Tito Flavio Petrón y Tértula. Era miembro del ordo equester de Reate, ciudad ubicada en el territorio de los sabinos. Trabajó como funcionario de aduanas en la provincia de Asia, donde se erigieron estatuas en su honor; posteriormente fue banquero en Helvecia, lugar donde falleció. Con su esposa, Vespasia Pola, tuvo tres hijos: el cónsul Tito Flavio Sabino, el futuro emperador Vespasiano, y una niña, muerta durante su infancia.